# Jan Bandrowski
Jan Ryszard Bandrowski (ur. 17 czerwca 1928 w Warszawie, zm. 20 listopada 2006) – polski profesor, specjalista inżynierii chemicznej i procesowej. Zajmował się wymianą masy, fluidyzacją oraz sedymentacją.
Studia wyższe ukończył w 1949 roku na Politechnice Śląskiej. Stopień doktora nauk technicznych uzyskał w 1957 roku. Habilitację obronił w 1964 roku. Tytuł docenta otrzymał w 1964, profesora nadzwyczajnego w 1975, a profesora zwyczajnego w 1990 roku.
W czasie wolnym zajmował się turystyką górską oraz podróżował. Interesował się historią sztuki.

## Wybrane publikacje
- Solutions of a system of multicomponent mass transfer equations for mixtures of real fluids. „Chem. Eng. Science”. 16 (2), 1991.brak numeru strony
- Analiza metod obliczania powierzchni sedymentacji ciągłej na podstawie testu sedymentacji zawiesiny. „Inż. Chem. Proc.”. 14 (4), 1993.brak numeru strony
- Analiza metod obliczania powierzchni sedymentacji ciągłej na podstawie testu sedymentacji zawiesiny. „Inż. Chem. Proc.”. 14 (1), 1994.brak numeru strony